# Lucreția Borgia
Lucreția Borgia (n. 18 aprilie 1480, Sublacum, Statele Papale – d. 24 iunie 1519, Ferrara, Statele Papale) a fost fiica lui Rodrigo Borgia, un potentat din Valencia renascentistă care a devenit mai târziu Papa Alexandru al VI-lea, și a Vannozzei dei Cattanei. I-a avut ca frați pe Cesare Borgia, Giovanni Borgia și Gioffre Borgia.
Familia Lucreției a servit ulterior drept model lui Niccolò Machiavelli, care a descris acțiunile politice dure și corupția sexuală despre care se crede că erau caracteristice papalității renascentiste. Lucreția a fost descrisă ca o femeie fatală, rol în care a apărut în numeroase lucrări de artă, romane și filme.
Un tablou intitulat Portretul unei tinere de Dosso Dossi de la Galeria Națională Victoria, a fost identificat drept portret al Lucreției în noiembrie 2008. Mai multe alte tablouri, cum ar fi cel al lui Bartolomeo Veneziano, despre care s-a spus că ar fi ale ei, nu au fost acceptate de cercetători. Ea este descrisă ca având păr blond lung până mai jos de genunchi, ten frumos, ochi căprui, dar care își schimbau culoarea, piept plin și înalt și o grație naturală care o făceau să pară că „merge pe aer”; toate aceste atribute erau foarte apreciate în Italia acelor ani.
Se știe puțin despre Lucreția ca personaj istoric. Complicitatea sa în mașinațiunile politice ale tatălui și ale fraților săi nu poate fi clarificată. Cu certitudine, familia i-a aranjat mai multe căsătorii cu oameni importanți și puternici, cu scopul de a-și satisface ambițiile politice. Lucreția a fost căsătorită cu Giovanni Sforza, Alfonso de Aragon (duce de Bisceglie) și cu Alfonso d'Este (duce de Ferrara). Conform tradiției, Alfonso de Aragon era fiul nelegitim al regelui Neapolelui și Cesare ar fi aranjat asasinarea sa după ce relația cu el și-a pierdut utilitatea politică.

## Familia

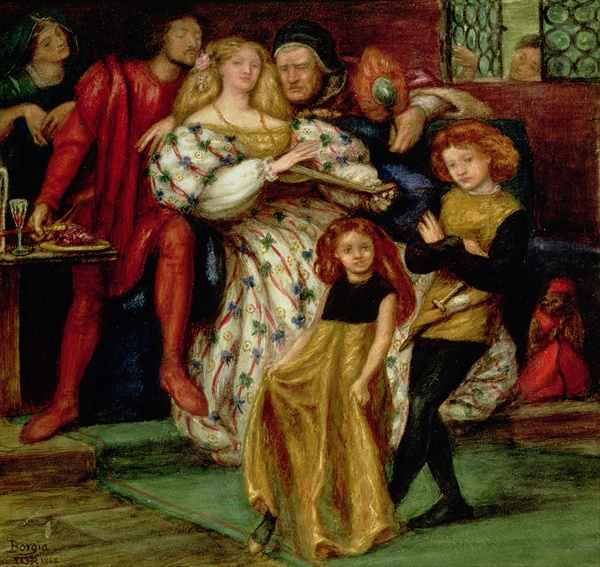
Familia Borgia pictată de Dante Gabriel Rossetti.

Născută la Subiaco în 18 aprilie 1480, ea este al treilea copil al cardinalului spaniol Rodrigo Borgia arhiepiscop de Valencia, care în 1492 va fi ales papă al bisericii romano- catolice cu numele de Alexandru al VI-lea. Mama sa, Vannozza dei Cattanei, originară din Brescia, era de cincisprezece ani amanta lui Rodrigo. Lucreția este singura fiică a lui Rodrigo și al Vannozzei. Lucreția are doi frați mai mari, Cesare și Giovanni, iar doi ani mai târziu s-a născut Gioffre Borgia. Rodrigo Borgia în realitate avea deja alți trei fii de la alte femei, mai mari decât fiii lui Vannozza: Pedro Luìs, Girolama și Isabella, care au avut puține raporturi cu frații vitregi. Rodrigo chiar dacă și-a recunoscut copiii la naștere, ascunde atât de bine paternitatea, încât în 1492, Cesare și Giovanni treceau drept nepoți ai cardinalului. Micuții Borgia au fost foarte influențați de originile lor catalane. Lucreția și Cesare erau foarte legați, uniți de un sentiment reciproc de dragoste și fidelitate. Probabil, în primii ani ea trăiește cu Vannozza în casa din piața Pizzo di Merlo la Roma, Rodrigo inițial încercând să țină ascunsă existența fiilor. Era foarte iubită de tatăl ei, care după unii istorici, o iubea "la modul superlativ". Cu mama ei în schimb are un raport detașat. Mai târziu este dată în grija unei verișoare a tatălui său, Adriana Mila văduva nobilului Ludovico Orsini. Aceasta supusă lui Rodrigo, o păzea pe Lucreția și îl ajuta pe cardinal în relația acestuia cu nora sa,Giulia Farnese Orsini, (care luase locul Vannozzei), care avea paisprezece ani. Între Giulia și Lucreția se naște o mare prietenie, care-i va fi de ajutor Lucreției la plecarea lui Cesare la universitatea din Perugia sau la moartea fratelui vitreg Pedro Luìs. Lucreția, ca și alte figuri feminine ale familiei sale, crește supusă "puterii de predominanță sexuală masculină" a tatălui  său Rodrigo. Are senzualitatea și indiferența morală a tatălui și fraților săi, dar știe să fie gentilă și miloasă.

## Biografie

### Copilăria

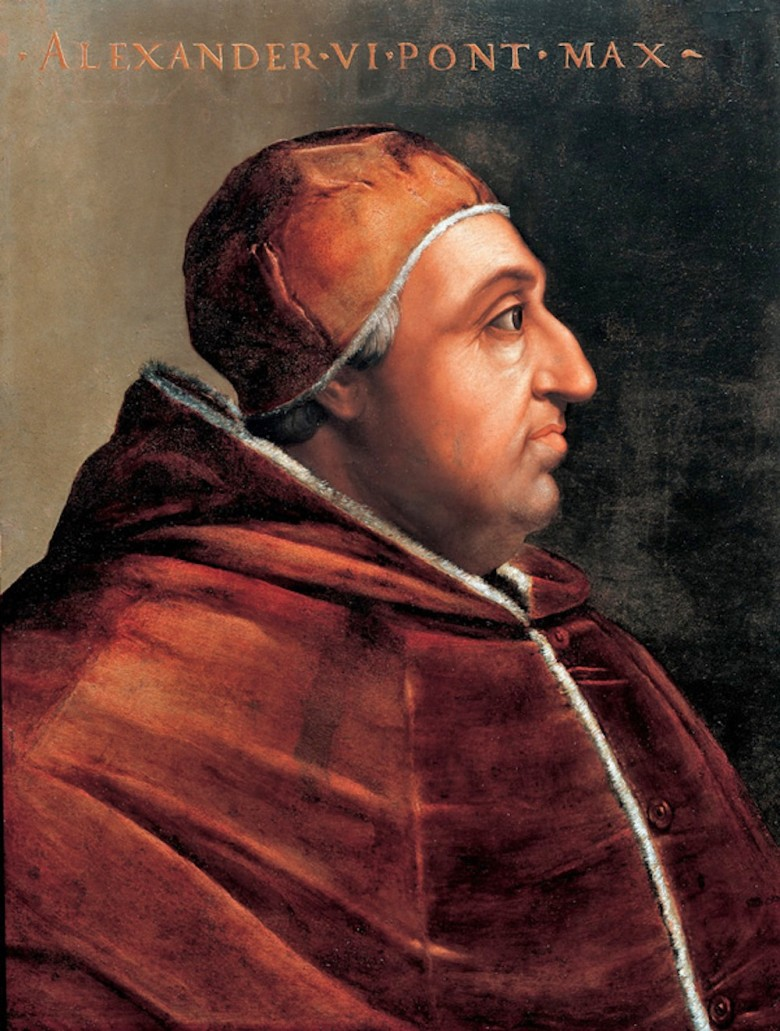
Papa Alexandru al VI-lea.

Crescută de Adriana, Lucreția a primit o educație completă: învață spaniola, italiana, franceza și puțină latină; studiază și muzica, desenul, dansul și broderia. Este învățată să se exprime cu eleganță și elocvență, iar cu Carlo Canale, ultimul soț al Vannozzei, (care-i transmite dragostea pentru științele umanistice), studiază latina, greaca, poezia și artele în general. În conventul din San Sisto învață practicile religioase. La unsprezece ani este promisă de soție a doi pretendenți spanioli: cardinalul Borgia imaginase un viitor în Spania pentru fiii săi. În 1491 este ales inițial Cherubino Juan de Centelles, cu un contract ce prevedea o dotă de 100.000 de timbres, o parte în bani și o parte în bijuterii, cadou din partea familiei Borgia. După două luni Rodrigo Borgia încheie altă înțelegere matrimonială cu un alt spaniol, Gaspare di Procida, fiul contelui de Aversa. Dar în 1492, când este ales papă cu numele de Alexandru al VI-lea, rupe logodna cu cei doi pretendenți despăgubind cele două familii. 
Devenind papă, planurile matrimoniale pentru Lucreția se schimbă total: acum poate să țintească mai sus de niște simpli nobili spanioli, astfel  pontiful încearcă să o mărite pe Lucreția în Italia, pentru a strânge alianțe  politice cu familiile nobililor la putere. Cardinalul Ascanio Sforza, îl propune papei pe nepotul său Giovanni Sforza, 27 de ani, duce de Pesaro, feudă papală. Datorită acestei căsătorii, papa încheie o alianță cu puternica familie Sforza. În această perioadă, papa îi dă cadou Lucreției palatul din Santa Maria in Portico. Adriana Mila conduce casa nepoatei, iar Giulia Farnese Orsini, e doamnă de companie. După puțin timp casa devine punct de întâlnire monden, fiind frecventată de rude, prieteni, adulatori, doamne nobile și invitați din case princiare. Printre aceștia în 1492 Lucreția e vizitată și de Alfonso d'Este, cel ce va deveni cel de-al treilea soț.

### Contesa de Pesaro
În 2 februarie 1493, are loc căsătoria prin procură dintre Lucreția, care are treisprezece ani și Giovanni Sforza. În 2 iunie 1493, când contele de Pesaro ajunge la Roma, cei doi se întâlnesc pentru prima oară. În 12 iunie se celebrează căsătoria religioasă, în Apartamentul Borgia. Grația Lucreției este lăudată: "are un mers atât de lin că pare că plutește" După o cină fastuoasă, Lucreția nu este  condusă la patul nupțial, pentru că papa vrea ca nunta să fie consumată peste cinci luni, poate din cauza vârstei fragede a miresei sau poate rezervându-și posibilitatea de a anula căsătoria în cazul în care își schimbă obiectivele politice. La începutul lui august, pentru a fugi din calea epidemiei de ciumă, Giovanni Sforza părăsește Roma și nu este clar dacă Lucreția l-a însoțit. Chiar dacă a devenit contesă de Pesaro, pentru Lucreția nu s-a schimbat nimic, în afară de poziția socială: ca femeie măritată are o poziție socială mai importantă.

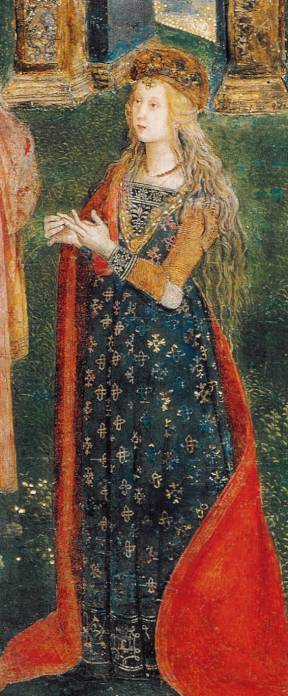
Presupus portret al Lucreției Borgia în Disputa sfintei Caterina D'Alessandria cu filozofii înaintea împăratului Massimino de Pinturicchio. Frescul se află în Apartamentul Borgia

Soțul său se întoarce la Roma înainte de Crăciun și petrece sărbătorile cu Lucreția, dar papa în acea vreme își schimbă alianțele alăturându-se aragonezilor din Neapole, datorită căsătoriei dintre fiul său Gioffre Borgia cu Sancha de Aragon. În acest fel nu recunoaște pretențiile lui Carol al VIII-lea al Franței, asupra pământurilor napolitane. După câteva luni, își însoțește soțul la Pesaro împreună cu Adriana și Giulia, care aveau datoria de a veghea asupra ei. Ajunsă la Pesaro, Lucreția este primită bine de nobilimea locului, care-i satisface orice dorință. Se distrează atât de bine încât uită să-i scrie cu regularitate tatălui, care este în dificultate. Devine prietenă cu frumoasa Caterina Gonzaga, soția lui Ottaviano da Montevecchio, care exploatează această relație pentru a-și proteja propria familie. Mai târziu, tatăl său o mustră pentru că nu le-a împiedicat pe Adriana și Giulia să meargă la Capodimonte, la căpătâiul lui Angelo Farnese, fratele Giuliei, unde au ajuns prea târziu. În timpul invaziei Italiei de către armata franceză condusă de Carol al VIII-lea, Lucreția rămâne în siguranță la Pesaro, unde duce o viață luxoasă. Alexandru al VI-lea datorită abilității diplomatice, nu suferă daune de pe urma invaziei franceze. În 31 martie 1495 creează Liga Sfânta, armată de coaliție împotriva francezilor, care condusă de Francesco Gonzaga, învinge armata franceză în bătălia de la Fornovo. În acel an după Paște, Lucreția se întoarce la Roma, în timp ce poziția soțului devine tot mai ambiguă: papa îi ordonase să abandoneze Pesaro și să se pună în serviciul său, în timp ce Giovanni avea intenția să se alăture lui Ludovico il Moro. În martie 1496, Lucreția îl cunoaște pe Francesco Gonzaga. În mai sosesc la Roma Gioffre și Sancha, care până atunci trăiseră la Neapole. Curând Lucreția și Sancha devin bune prietene. În 10 august 1496 se întoarce la Roma Giovanni Borgia, care plecase în Spania în 1493, pentru a se căsători cu o verișoară a regelui Ferdinand al II-lea de Aragon. Papa îi încredințează conducerea armatei papale împotriva familiei Orsini, care-l trădase în timpul invaziei franceze. Dar campania tânărului Borgia se termină cu un dezastru.

### Anularea căsătoriei și relația cu Perotto

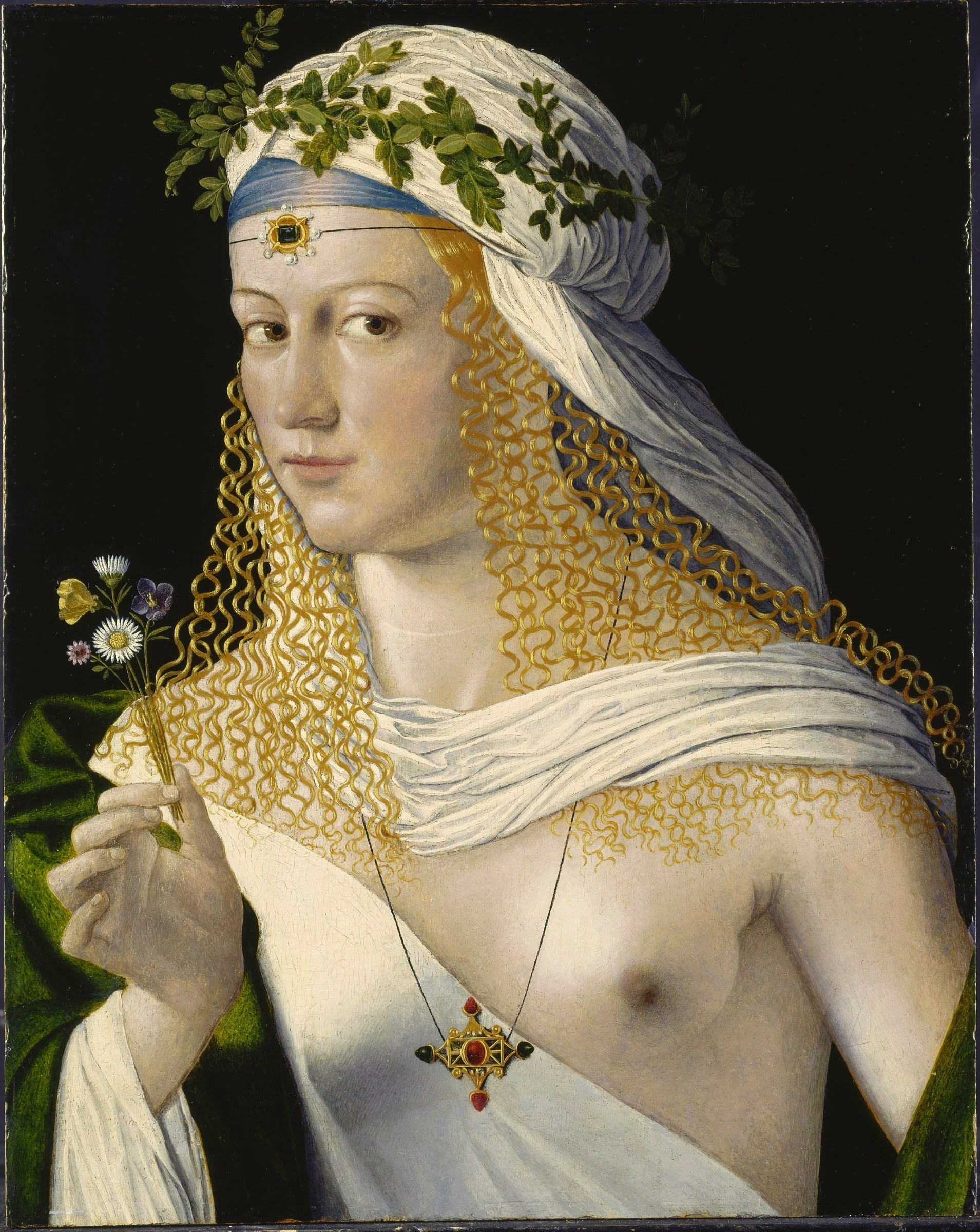
Presupus portret al Lucreției Borgia, pictat de Bartolomeo Veneto.

În 26 martie 1497, Giovanni Sforza  fuge din Roma. Această fugă neașteptată se spune că a fost dictată de teama de a nu fi ucis de familia Borgia și că Lucreția însăși și-ar fi avertizat soțul. Alexandru al VI-lea ordonă ginerelui să se întoarcă de mai multe ori, dar acesta refuză.  Ludovico il Moro încearcă o mediere cu Giovanni Sforza, întrebându-l care este motivul fugii sale. Sforza îi spune că papa este furios pe el și fără motiv, o împiedică pe soția lui să vină la el. Prin urmare Ludovico il Moro rămâne surprins când papa îi cere să-l convingă pe Giovanni să se întoarcă la Roma. Într-un final la 1 iunie, cardinalul Sforza îl anunță pe Ludovico il Moro că papa intenționează să anuleze căsătoria. Pentru a obține anularea, papa declară că Lucreția fusese promisă lui Procida Gaspare di' Aversa și că Giovanni fiind impotent, căsătoria nu fusese consumată, deci căsătoria era nulă. În acest fel nu poate începe un proces de anulare a căsătoriei. Atunci Giovanni Sforza îl acuză pe papa de incest cu fiica sa. Ludovico il Moro nu dă atenție insinuării pentru a evita un scandal, în schimb îi propune lui Giovanni să dovedească că e capabil să consume căsătoria, în fața unor martori (să aibă un raport sexual cu soția sau alte femei în fața unor martori acceptați de ambele părți), dar acesta refuză. Între timp, Lucreția se refugiază la mânăstirea San Sisto, pentru a scăpa de scandalul iscat. Acolo, la jumătatea lunii iunie află de asasinarea fratelui său Giovanni Borgia, al cărui ucigaș nu a fost descoperit niciodată în mod oficial  (chiar dacă se spunea că ar fi fost ucis de Cesare). Puțin mai târziu familia Sforza nu-l mai sprijină pe Giovanni Sforza, pentru a nu-l supăra pe Alexandru al VI-lea, așa că Giovanni Sforza este nevoit să semneze de față cu martori anularea căsătoriei pe motiv de impotență. Lucreția confirmă înaintea judecătorilor că nu fusese consumată căsătoria și este declarată virgo intacta, fără să fie nici măcar controlată de matroane (12 decembrie 1497). Anularea căsătoriei are un efect negativ asupra reputației Lucreției, dat fiind că erau puțini cei care credeau în impotența lui Giovanni și în virginitatea Lucreției: astfel încep să circule zvonuri despre incestul familiei Borgia. Câteva luni mai târziu are loc alt scandal. În 14 februarie 1498 este găsit în Tibru cadavrul lui Pedro Calderón, cunoscut și cu numele de Perotto, un tânăr servitor spaniol al Papei. Burcardo, maestrul de ceremonie al papei,   spune că tânărul "nu a căzut în Tibru din proprie inițiativă", adăugând că: "în oraș s-a vorbit mult". În Diarii-le sale, venețianul Marin Saudo povestește că împreună cu Perotto, ar fi fost găsit și cadavrul uneia dintre doamnele de companie ale Lucreției. Mulți îl indică pe Cesare Borgia ca cel care a dat ordin ca Perotto să fie ucis, probabil pentru că ar fi lăsat-o însărcinată pe Lucreția. Cum în acea perioadă se organiza a doua căsătorie a Lucreției, Cesare nu ar fi permis nimănui să intervină în proiectele sale și ale papei și de aceea s-ar fi răzbunat pe cei responsabili. Într-un raport din 18 martie, ducele Ercole I d'Este este informat că fiica papei a născut. Despre copil nu se știe nimic, chiar dacă unii istorici l-au indentificat cu l'infans romanus, Giovanni Borgia , fiul lui Alexandru al VI-lea, deci frate vitreg al Lucreției, născut în acea perioadă și căruia ea îi fusese foarte afecționată.

### Ducesa de Bisceglie
La întoarcerea ei în palatul Santa Maria in Portico, tratativele pentru a doua căsătorie erau terminate. Cu o zestre de 40.000 de mii de ducați de aur, ar fi luat de soț pe Alfonso de Aragon, fiu ilegitim al lui Alfonso al II-lea de Neapole, și frate cu Sancha de Aragon. Prin această unire, familia Borgia urmărea apropierea de tronul din Neapole. Cesare trebuia și el să o ia în căsătorie pe Charlotte de Aragon, fiica legitimă a regelui Frederic I de Neapole, dar spre dezaprobarea papei, căsătoria nu are loc. Cesare mergând la curtea lui Ludovic al XII-lea al Franței, se căsătorește cu fiica acestuia, Charlotte d'Albret, sora regelui Navarei.

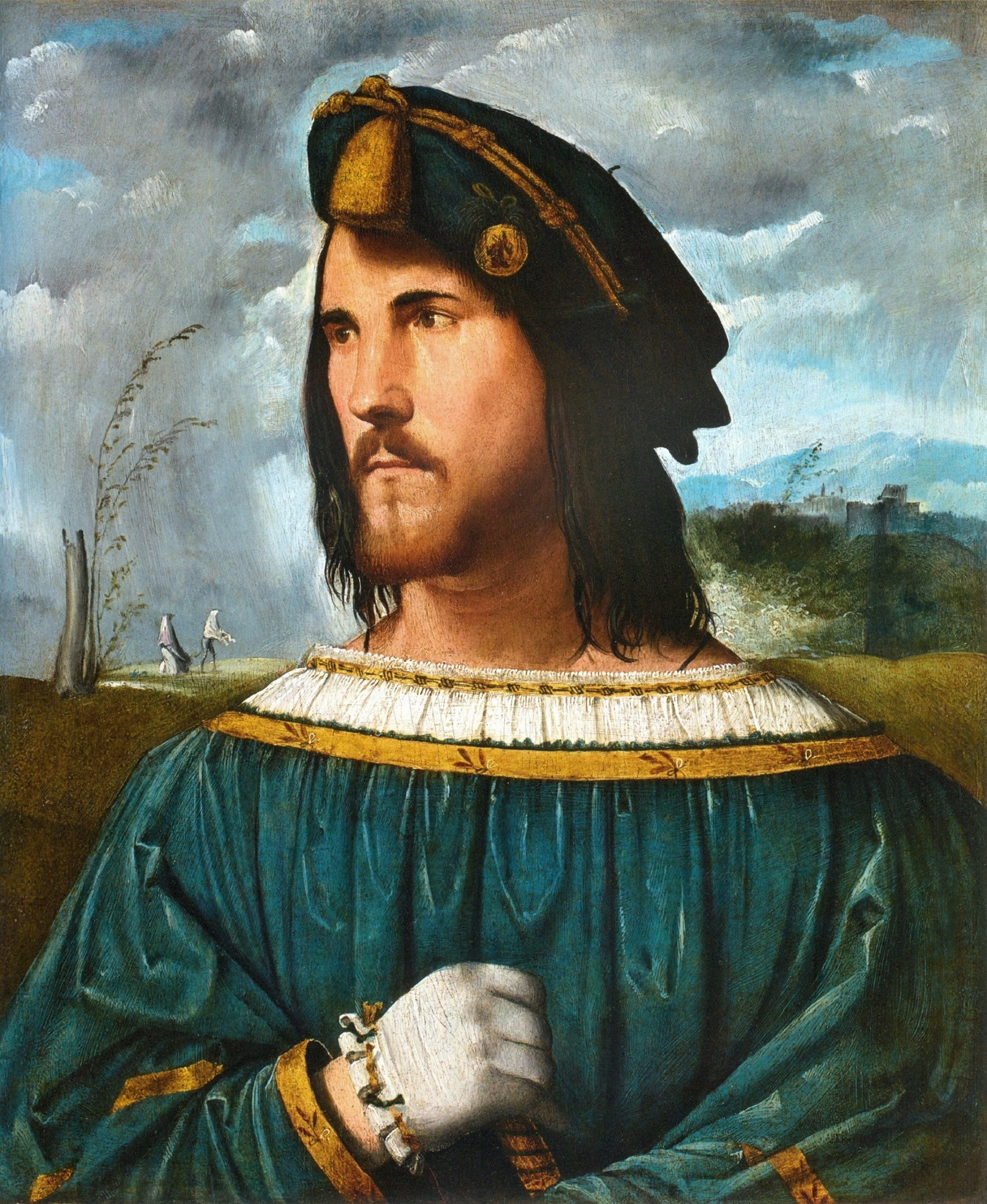
Presupus portret a lui Cesare Borgia pictat de Altobello Melone. Portretul este conservat la Academia din Carrara.

Nunta are loc în Apartamentul Borgia la 21 iulie 1498, fără mare fast. Lucreția se îndrăgostește imediat de tânărul duce de Bisceglie (șaptesprezece ani). Contemporanii în unanimitate spuneau: "este adolescentul cel mai frumos ce a fost văzut vreodată în Roma". Următoarele luni cei doi tineri trăiesc în liniște, primesc la curtea lor poeți, scriitori, cardinali și prinți. Sub protecția celor doi se formează un mic partid aragonez, ceea ce îl preocupă puțin pe Cesare Borgia. Chiar dacă Lucreția urăște politica,  învata să-și apere propriile interese.În 9 februarie 1499 Lucreția sufera un avort din cauza unei căzături. Două luni mai târziu e din nou însărcinată. Vestea căsătoriei lui Cesare o bucură pe Lucreția, dar nu și pe Alfonso și Sancha, pentru că aceștia înțeleg că familia Borgia și-a schimbat din nou tabăra politică. Papa încearcă să liniștească anxietatea crescândă a lui Alfonso, dar acesta fuge la Genazzano, lăsându-și soția disperată și însărcinată în luna a șasea. Papa furios o gonește pe Sancha din Roma și pune gărzi în fața palatului Lucreției, când află că Alfonso îi cere Lucreției să vină la el. Pentru a evita ca cei doi fii rămași singuri să-și urmeze respectivii soți, îi trimite la Spoleto, numind-o pe Lucreția guvernatoare. Când papa iși trimite copiii la Spoleto, fortăreață situată la nord de Roma, demonstrează că s-a alăturat partidului francezilor. Lucreția și fratele său uniți prin căsătorie cu Regatul de Neapole, din dorința Papei și a lui Cesare, sunt constrânși tot din dorința familiei Borgia să abandoneze interesele familiei adoptate prin căsătorie. La Spoleto, Lucreția și Gioffre trebuie să îndepărteze eventualele trupe napolitane, trimise în ajutor ducatului de Milano invadat de trupele franceze, conduse de Cesare Borgia și Ludovic al XII-lea al Franței. La Spoleto, primiți călduros de locuitori, spre deosebire de fratele său care preferă să vâneze, Lucreția se dedică guvernării: printre altele,  instituie o trupă de mareșali care să păstreze ordinea în oraș și face un armistițiu cu orașul rival Terni. O lună mai târziu ajunge la ea Alfonso, pe care papa reușește să-l calmeze făcându-i cadou orașul și teritoriul din  Nepi. În 14 octombrie Lucreția, Alfonso și Gioffre se întorc la Roma, iar în noaptea de 31 octombrie dă naștere unui băiat ce primește numele de Rodrigo de Aragon. În 29 iunie 1500, o furtună puternică provoacă prăbușirea unui coș pe acoperișul Vaticanului. Molozul cade peste etajele inferioare și mor trei persoane, iar papa este scos de sub moloz leșinat și ușor rănit la frunte. Acest fapt îl face pe Cesare să încerce (în caz că moare papa), să păstreze bogăția imensă, obținută din continuele victorii în Romagna. Este susținut de  Franța și Republica Veneția, dar Spania și Neapole nu îl susțin, văzând un posibil inamic în soțul Lucreției, Alfonso de Aragon. Așa că în noaptea de 15 iulie 1500, Alfonso este atacat de oameni înarmați și chiar dacă încearcă să se apere, este rănit grav la cap și la brațe. Lucreția și Sancha au grijă personal de rănit, îl păzesc zi și noapte. Crezându-l vinovat pe Cesare de cele întâmplate, ele cer papei o escortă armată pentru a supraveghea camera ducelui, cheamă medici de la Neapole și prepară singure mâncarea de frică să nu fie otrăvit. În 18 august, prin înșelăciune, cele două sunt îndepărtate de camera bolnavului, care era în afara pericolului și se însănătoșea. Alfonso este strangulat de Michelotto Corella, ucigașul personal al lui Cesare. "În aceași seară - scrie Burcardo - spre prima oră a nopții, cadavrul ducelui de Bisceglie a fost transportat la basilica San Pietro și depus în capela di nostra Signora delle Febbri". Cesare, care inițial răspândește zvonul că Alfonso a fost ucis din ordinul familiei Orsini, se justifică înaintea papei spunând că Alfonso încercase să-l ucidă. În timp ce Alexandru al VI-lea acceptă explicația fiului său, Lucreția nu-l crede. Furioasă cu fratele și tatăl său, cade pradă disperării, refuză să mănânce, și cade la pat cu febră. Când papa vede durerea ei evidentă, o tratează cu răceală: "La început era in grațiile papei madona Lucreția care e înțeleaptă și liberală, dar acum papa n-o iubește prea mult "scrie ambasatorul Veneției, Polo Capello.

### Punctul de cotitură
Lucreția cu copilul său sunt trimiși la Nepi "motivul acestei călătorii, e acela de a căuta puțină consolare și distracție de la durerea provocată de moartea ilustrului Alfonso d'Aragona, soțul său" scrie Burcardo. În această perioadă este datată corespondența secretă cu Vincenzo Giordano, confidentul și probabil majordomul său. La început se tratează de vești despre ea și fiul său, despre slujbe religioase pentru soțul său mort: mai târziu subiectul scrisorilor se schimbă, devine mai misterios, cu sugestii despre intrigile Vaticanului.La întoarcerea la Roma, papa o cheamă la Vatican și îi propune să se mărite cu ducele de Gravina, care în 1498 fusese pretendentul ei. Ea refuză și când papa o întreabă care e motivul, ea răspunde cu voce tare de față cu persoanele prezente "pentru că soții mei au fost nenorociți". Faptul că în acea perioadă erau mulți pretendenți la mâna Lucreției, arată că multe familii puternice erau interesate să se unească familiei Borgia prin căsătoria cu Lucreția. Mulți istorici sunt de acord că această perioadă a fost fundamentală pentru Lucreția: ea înțelege că trebuie să părăsească ambientul roman, prea apăsător și lipsit de siguranța de care are nevoie. Are nevoie de cineva care să contrabalanseze puterea familiei sale."Părea clar minții ei că doar destinul de femeie cu rolul de doamnă și soție, la conducerea unei curți domnitoare și chiar dacă nu se gândea să judece pe ai săi deci să-i condamne, acei Borgia de același sânge cu ea și de aceași rasă, pentru prima dată cu conștiința sa de femeie accepta necesitatea de a-i abandona:de a-i trăda chiar".

### A treia căsătorie

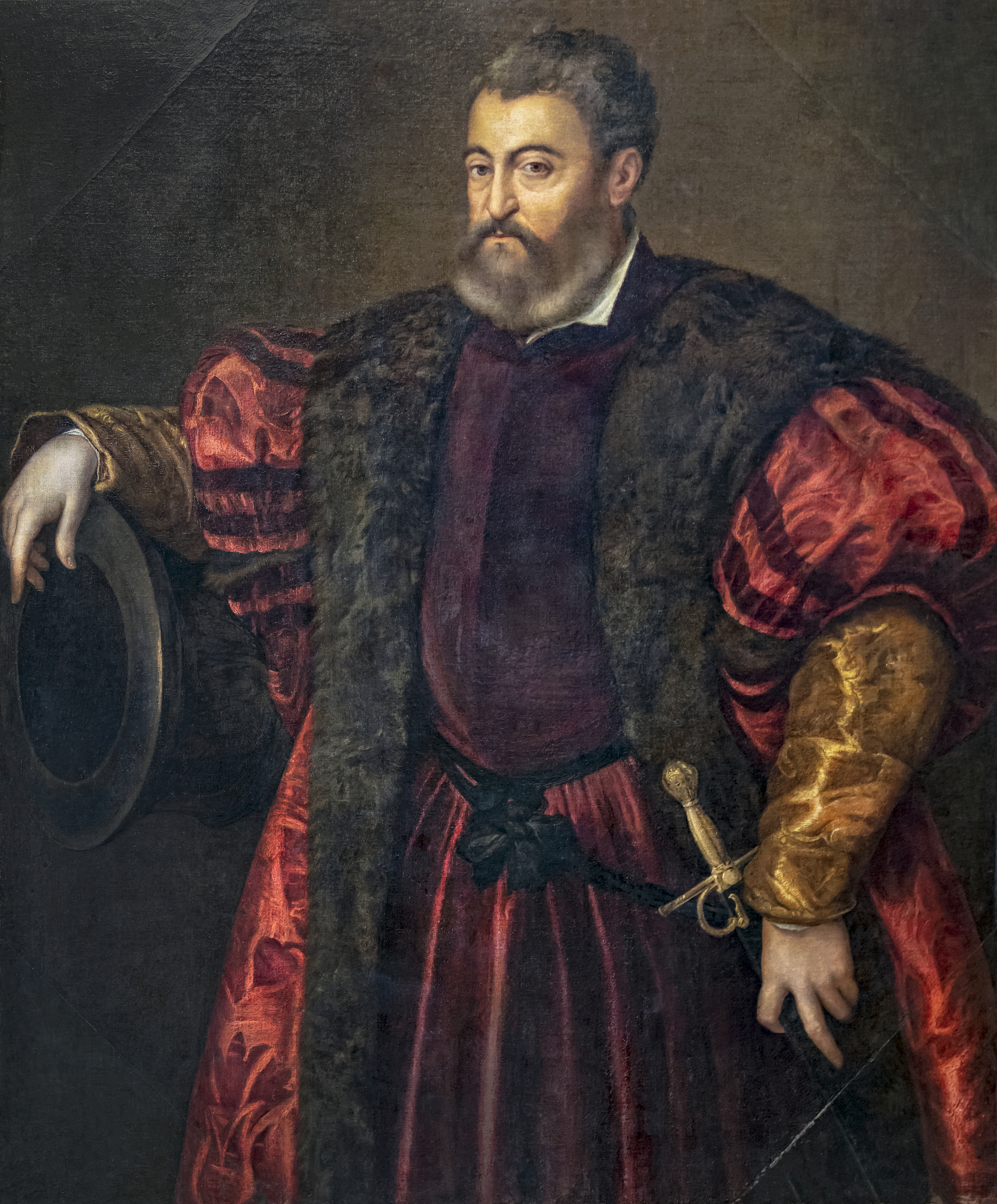
Alfonso d'Este al treilea soț al Lucreției.

Aspirațile Lucreției se realizează când încep tratativele pentru a treia căsătorie cu Alfonso d'Este, fiul lui Ercole, duce de Ferrara, cu scopul de a consolida puterea lui Cesare în Romagna. Datorită acestei uniuni, Lucreția va face parte dintr-una din cele mai antice familii din Italia Familia d'Este, se opune inițial datorită zvonurilor urâte ce circulau pe seama Lucreției. Pentru a depasi aceste rețineri, papa cere regelui Ludovic al XII-lea, protector al Ferrarei, să intervină, aprobarea acestuia fiind determinantă pentru încheierea tratativelor. Alexandru al VI-lea îl șantajează pe rege, precizând că va recunoaște drepturile francezilor asupra tronului din Napoli, doar dacă regele va convinge familia d'Este să accepte căsătoria. Regele consimte, iar Ercole d'Este (sfătuit de Ludovic al XII-lea) cere dublul celor 100.000 de ducați oferiți de papă, în plus alte beneficii pentru ducat, rude și prieteni În iulie 1501, în timpul tratativelor, pentru a dovedi că Lucreția e capabilă de mari responsabilități și deci demnă ducesă d'Este, îi încredințează conducerea Vaticanului, în timp ce el pleacă la Sermoneta. Căsătoria prin procură, are loc la Ferrara în 1 septembrie 1501, iar patru zile mai târziu când vestea ajunge la Roma, poporul sărbătorește, iar Lucreția merge să mulțumească Fecioarei la basilica di Santa Maria del Popolo. La jumătatea lunii decembrie, escorta din Ferrara condusă de cardinalul Ippolito d'Este, fratele lui Alfonso, ajunge la Roma. La prezentarea oficială a Lucreției, rudele soțului rămân uimite și fermecate de splendoarea femeii. În seara de 30 decembrie primește binecuvântarea nupțială. Zilele următoare toată lumea sărbătorește, iar banii din dota Lucreției sunt numărați cu atenție. La 6 ianuarie după ce își salută familia și prietenii, se retrage de o parte cu papa și Cesare și vorbesc încet în dialect valencian. Apoi cu voce tare în italiană papa îi spune să stea liniștită și să-i scrie pentru "orice" ar dori, pentru că "ea absentă va face mult mai mult din ce ar face prezentă". În final primește binecuvântarea papală și pleacă la Ferrara în timp ce la Roma începe să ningă. În 31 ianurie, după ce a traversat centrul Italiei, trecând prin Urbino și Bologna, se oprește la Bentivoglio unde Alfonso îi vine în întâmpinare. Lucreția își primește soțul cu respect și acesta după o conversație de două ore, pleacă la Ferrara. În 1 februarie la Malalbergo, o întâlnește pe cumnata ei, Isabella d'Este, cu care va avea un raport de secretă rivalitate: până la sfârșit vor lupta pentru rolul de primă doamnă la curtea d'Este. La Torre de Fossa întâlnește restul familiei d'Este și curtea din Ferrara. La 2 februarie își face o intrare solemnă în Ferrara, primită cu bucurie de locuitorii orașului. După o recepție fastuoasă se retrage în apartamentele ei, unde după puțin timp ajunge și Alfonso.

### Noua viață la curtea d'Este
După sărbătoririle fastuoase datorate nunții, curtea din Ferrara își reia ritmurile cotidiane. Lucreția încearcă să se adapteze noului mediu, dar la puțin timp apar dezacorduri cu ducele Ercole. Cei 10.000 de ducați pentru cheltuieli i se par puțini Lucreției, în comparație cu dota enormă pe care o purtase casei de Ferrara. Toanele sale proaste se reflectează și asupra raporturilor cu gentilomii și doamnele de la curtea din Ferrara. Aceștia se plâng că ea preferă doamnele spaniole și romane. Pentru Lucreția nu e importantă popularitatea, cât dorința de a crea în jurul său un cerc de persoane de încredere. În primăvară rămâne însărcinată, dar sarcina e dificilă și din cauza veștilor primite despre jafurile făcute de trupele lui Cesare la Urbino, oraș unde a fost primită cu mult fast cu puțin timp în urmă. La aceste fapte se adaugă găsirea cadavrului lui Astorre Manfredi în Tibru, care era de mult timp prizonier la Castelul Sant'Angelo. Cele întâmplate pun familia Borgia într-o lumină proastă. În vară, Lucreția se îmbolnăvește de o epidemie de febră ce lovise Ferrara în acea vreme. În 5 septembrie e cuprinsă de convulsii și naște o fetiță moartă. Petrece convalescența la mănăstirea Corpus Dominis. La plecare și la întoarcere este aclamată de popor, iar curtezanii o primesc bine. Faptele războinice a lui Cesare poartă faima familiei la apogeu, insuflând teamă, ceea ce face ca și Lucreția să fie luată mai mult în considerare de familia d'Este. Din moment ce ducele Ercole (socrul său) e văduv, începe să fie numită ducesă și să ocupe posturi reprezentative la celebrările oficiale. Datorită dragostei sale pentru cultură face din curtea de Ferrara un centru cultural. Printre literați se numără și Ercole Strozzi, pe care-l ia sub protecția ei, oferindu-i prietenia.

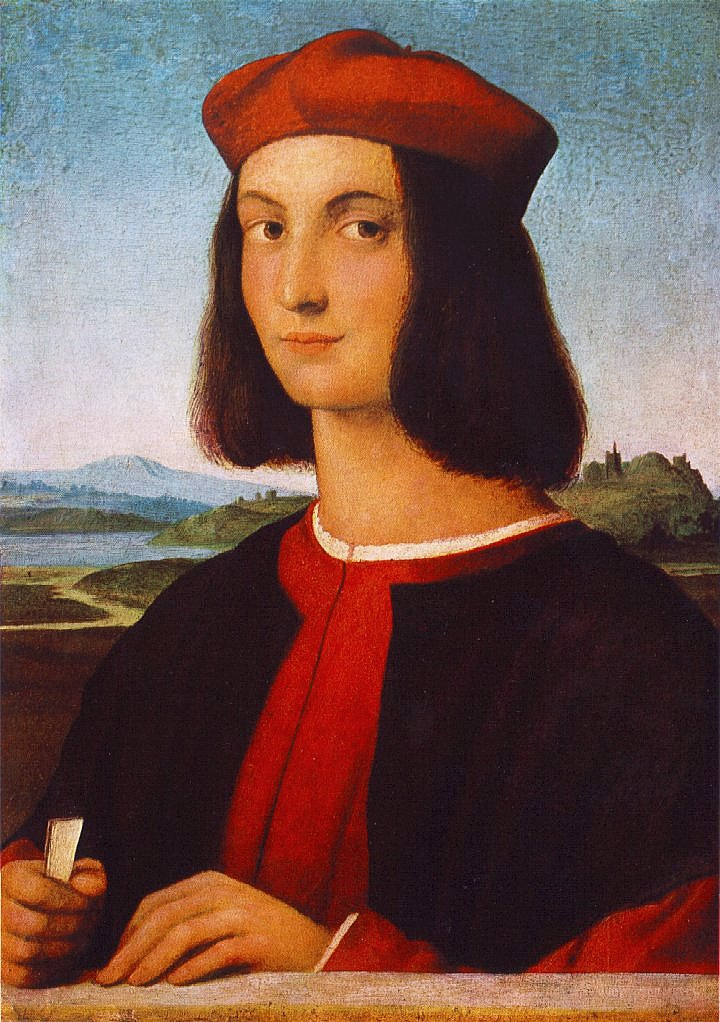
portretul lui Pietro Bembo pictat de Rafael Sanzio(1504)

.El îi spune Lucreției de depozitele venețiene, nu departe de Ferrara, unde ea îl trimite să cumpere pe datorie stofe regale și brocart-uri aurite. Ca să se răzbune pe socrul avar, cheltuielile sale depășesc cu mult cele permise. Tot Strozzi i-l prezintă pe umanistul Pietro Bembo, prietenul lui. Prestigiul intelectual, acompaniat de prestanța fizică fac impresie asupra Lucreției și începe cu el o strânsă corespondență. După câteva luni dragostea platonică dintre cei doi devine mai pasională, după cum arată corespondența  lor , încât atunci când poetul se îmbolnăvește în iulie 1503, ea merge să-l viziteze. La Medelana, unde se refugiase curtea din Ferrara din cauza ciumei, Lucreția primește vestea morții papei Alexandru al VI-lea, mort în 18 august. În mare doliu, nici un membru a familiei d'Este nu o consolează. Singurii care-i stau alături sunt Ercole Strozzi și Pietro Bembo. Bembo îi scrie să nu se arate prea disperată, ca să nu iasă vorbe că ar fi îngrijorată de teama de a nu fi repudiată de soț. Lucreția nu reușise încă să-i dea un moștenitor soțului, dar reușise să se facă iubită de socru și de poporul din Ferrara.Problemele familiei Borgia cresc, când după scurtul pontificat a lui Pius al III-lea, este ales papa Iulius al II-lea, inamic declarat al familiei. 
Noul papă îi poruncește lui Cesare să restituie statului pontifical toate teritoriile cucerite în Romagna. Cesare refuză și este ajutat de Lucreția, care angajează o armată de mercenari plătiți de ea. Republica Veneția se aliază cu papa și ajută mulți nobili să-și redobândească proprietățile luate de Cesare, dar armata Lucreției reușește să-i învingă pe venețieni, apărând Cesena și Imola. Lucreția se ocupă de destinul fiului său Rodrigo și de l'Infans Romanus Giovanni Borgia, fratele ei vitreg. Ducele Ercole nu este de acord ca cei doi copii să vină la Ferrara și sugerează să fie trimiși în Spania. Dar ea se opune și încredințează copilul rudelor fostului soț și în acest mod poate păstra proprietățile napolitane. Giovanni Borgia  în schimb, crește la Carpi împreună cu Girolamo și Camilla, doi copii ilegitimi ai lui Cesare, avuți cu o doamnă de companie a Lucreției. Papa Iulius al II-lea se plânge ducelui Ercole de comportamentul Lucreției, dar acesta îi răspunde că el nu are nici o vină pentru că armata e plătită de ea. Chiar dacă o sprijină în secret pe Lucreția, preferând ca Romagna să fie dominată de mici nobili, decât de papa sau puterea vecină, Veneția. Totuși Cesare este arestat și nevoit în schimbul libertății să accepte câteva pretenții ale papei. Ieșit din închisoare, se refugiază la Neapole, unde este arestat cu complicitatea lui Sancha d'Aragona și a soției lui Giovanni Borgia și închis în Spania. La 25 ianuarie 1505, ducele Ercole, bolnav, moare, iar Alfonso este încoronat duce. După ceremonie Alfonso și Lucreția sunt aplaudați și ovaționați de popor.

### Ducesa de Ferrara

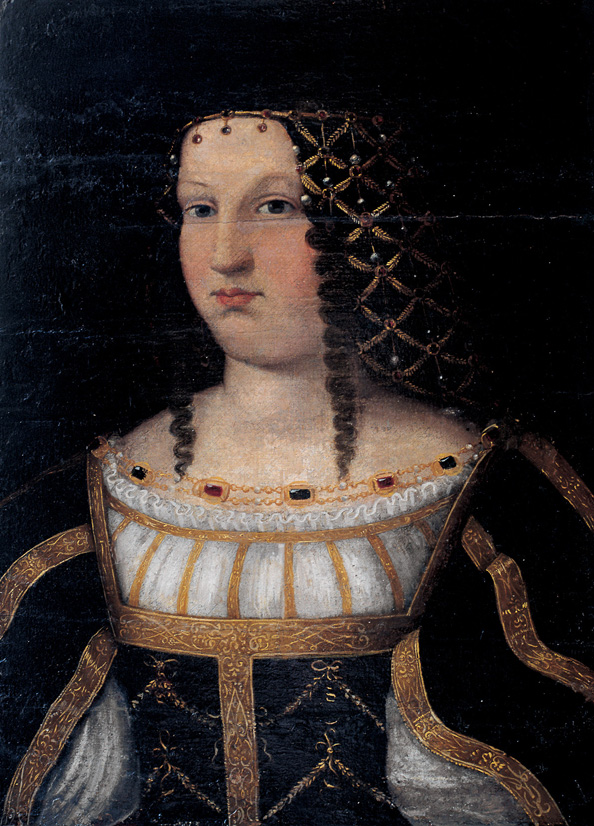
Ducesa de Ferrara după Bartolomeo Veneto

Devenită ducesă, din respect pentru noul titlu și pentru a liniști bănuielile lui Alfonso, decide poate de comun acord, să pună capăt relației cu Bembo. În februarie 1505, poetul îi dedică Gli Asolani, operă plină de dragoste. Bembo se mută la Urbino și până în 1513 continuă  să corespondeze, menținând tonuri formale. În 19 septembrie 1505, la Reggio, naște un fiu botezat Alessandro, care de constituție slabă moare după o lună. Lucreția suferă mult, e a doua oară când nu reușește să dea un moștenitor familiei d'Este. Cumnatul său, Francesco al II-lea Gonzaga, marchiz de Mantua încearcă s-o consoleze spunându-i că va interveni pentru ca Cesare să fie eliberat. Între cei doi cumnați se naște o prietenie puternică. Francesco o invită la Borgoforte, iar ea acceptă bucuroasă. Apoi se duc la Mantova, la  Isabella d'Este cumnata sa, care îi arată saloanele, operele de artă, bogățiile familiei Gonzaga, arătându-și superioritatea ducesei de Ferrara. Spre sfârșitul lui 1506, papa cucerește Bologna. Între timp Cesare evadează din închisoare și se refugiază la cumnații săi d'Albret în Navara. Fericită de eliberarea lui Cesare, în timpul carnavalului din 1507 se distrează mult, bucuroasă și de prezența cumnatului Gonzaga de care se simțea tot mai afecționată. Dansează cu atâta forță cu Francesco Gonzaga, încât pierde copilul. Soțul o consideră vinovată de cele întâmplate, dar ea se pune repede pe picioare și continuă să se distreze. În primăvară, Alfonso pleacă la Genova, unde se găsea Ludovic al XII-lea, lăsând-o pe Lucreția să guverneze ducatul. La 20 aprilie sosește Juanito Grasica, scutierul fidel al lui Cesare, aducând vestea morții acestuia. Lucreția prudentă nu-și arată durerea, dar în timpul nopții doamnele sale de companie o aud plângând în camera sa. În vara lui 1507, după întoarcerea soțului rămâne însărcinată. Se îngrijește cu atenție în timpul sarcinii, dar înainte de a naște, Alfoso pleacă la Veneția. Chiar dacă motivul călătoriei este real, se pare că nu vrea să asiste la pierderea unui alt moștenitor. Lucreția naște un fiu sănătos și robust, viitorul Ercole al II-lea și se însănătoșește repede după naștere. Deja din vara lui 1507 relația dintre Lucreția și cumnat devine din ce în ce mai pasională și secretă și probabil cei doi s-au întâlnit în secret. A mărit riscurile acestei relații și rivalitatea dintre marchiz și ducele Alonso. În săptămânile care au urmat nașterii, e interceptată o scrisoare a Lucreției, în care ea își exprimă speranța într-o împăcare între cei doi, astfel Gonzaga putea s-o viziteze fără să se ascundă. Un anume Masino del Forno, (intim al cardinalului Ippolito) îi întinde o capcană lui Gonzaga, atrăgând-ul la Ferrara, pentru a dovedi relația cu Lucreția.

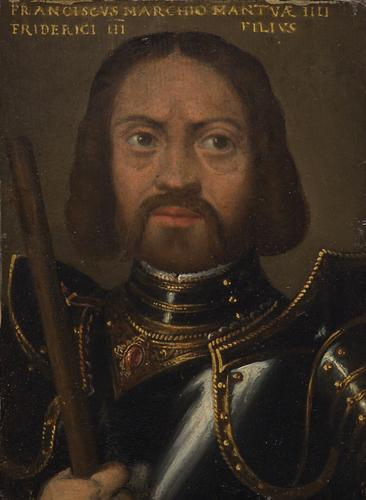
Portretul lui Francesco al II-lea Gonzaga, marchiz de Mantua

Planul dă greș, iar Lucreția, Francesco și Ercole Strozzi (care avea rol de mesager) devin mai prudenți și încep să ardă scrisorile după ce le-au citit. În 6 iunie 1508 este găsit în oraș cadavrul lui Ercole Strozzi, străpuns de douăzecișidouă de lovituri de cuțit. Chiar dacă Strozzi era unul dintre cei mai importanți oameni din Ferrara, nu are loc nici o anchetă și această moarte a rămas învăluită de mister. Îndurerată din cauza asasinatului, continuă totuși corespondența cu Gonzaga, cu ajutorul lui Lorenzo Strozzi, fratele lui Ercole. Tot în 1508 ea îl primește la curtea sa pe Erasmus din Rotterdam. Între timp, papa ajutat de marile puteri europene, declară război Veneției. Alfonso primeste conducerea armatei papei, iar Lucreția ajutată de zece cetățeni din consiliu,  guvernează ducatul în absența soțului. Artileria papei, condusă de Alfonso, îi învinge pe venețieni, dar la 9 august 1509 Francesco cade prizonier în mâinile venețienilor. Lucreția, care în 25 august dă naștere unui copil (viitorul cardinal Ippolito al II-lea d'Este), este singura care-l contactează și se preocupă pentru el în timpul captivității. Terminată cu succes campania militară împotriva Veneției, papa răstoarnă alianțele politice și atacă Franța. Alfonso refuză să-l trădeze pe Ludovic al XII-lea, iar papa îl excomunică. Francesco Gonzaga, este eliberat după ce papa Iulius al II-lea îi cere să-i trimită ca ostatic propriul fiu, Federico. Apoi biserica îl pune la conducerea armatei, pentru a ataca Ferrara. De acord cu soția Isabella, găsește o scuză pentru a nu ataca ducatul cumnaților. Între timp Alfonso cu ajutorul francezilor, apără Ferrara, învingând trupele papei la Fosso Geniolo în 11 februarie 1511. Lucreția, ca o perfectă castelană îi primește pe învingători cu mari onoruri și banchete. În 22 mai papa pierde Bologna, iar Lucreția se retrage la San Bernardino pentru  probleme de sănătate. În 1512 moartea lui Gastone de Foix îl face pe Ludovic al XII-lea să se retragă. Alfonso, rămas singur, decide să meargă la Roma să facă penitență înaintea papei. Acesta îi cere printre altele să-i cedeze ducatul de Ferrara, oferindu-i în schimb Asti. Înainte de a da un răspuns, Alfonso fuge ajutat de Fabrizio Colonna. În timp ce era preocupată de soț, Lucreția primește vestea morții lui Rodrigo, fiul avut cu cel de-al doilea soț. Chiar dacă era departe, ea se ocupase mereu de copil. Doborâtă de durere, se retrage la conventul San Bernardino pentru o lună. Doar întoarcerea lui Alfonso la Ferrara o înveselește . La moartea lui Iulius al II-lea în 1513, care punea la cale un alt atac împotriva familiei d'Este, Ferrara, este entuziasmată. Datorită lui Pietro Bembo, secretar particular al noului papă Leon al X-lea care aparține familiei Medici, Ferrara și Mantova se reconciliază cu cetatea sfântă. În 1516 sosește la curtea din Ferrara Tițian, iar Lucreția îi comandă variate lucrări. Acesta, inspirat de ea pictează Amor sacro e Amor profano. După patru ani de războaie, Lucreția e schimbată: poartă mereu sub haine un ciliciu, nu mai poartă rochii decoltate, merge des la biserică, ascultă slujbe religioase în timpul meselor. Într-un final aderă la cel de-al treilea ordin franciscan împreună cu marchizul de Mantua. Toate acestea nu o împiedică să rămână de mai multe ori însărcinată: în 1515 dă naștere unei fetițe, botezată Eleonora, iar în 1516 unui fiu, Francesco.  Numeroasele sarcini alternate cu avorturi nu-i alterează frumusețea, dar îi slăbesc mult sănătatea. Când Leon al X-lea are intenția să atace Ferrara, Alfonso merge la curtea regelui Francisc I al Franței împreună cu Giovanni Borgia, l'Infans Romanus, (care era de mult timp sub protecția Lucreției și a lui Alfonso la Ferrara) unde cere și obține protecție. Între timp Lucreția suferă pierderea unor persoane dragi: în 1516 moare fratele său Gioffre, în 1518 mama sa, Vannozza dei Cattanei, iar în 29 martie 1519 moare Francesco Gonzaga. Primăvara lui 1519 este foarte dificilă, fiind din nou însărcinată și foarte obosită, stă la pat. În 14 iunie dă naștere unei fetițe, Isabella Maria, dar ducesa se îmbolnăvește, face septicemie și pentru a-i ușura chinurile i se taie părul. În 22 iunie, dictează o scrisoare către papă în care cere iertarea păcatelor, iar apoi semnează testamentul în fața soțului. Moare în 24 iunie 1519 în vârstă de treizecișinouă de ani. Lăsând familia și orașul într-un doliu profund, este înmormântată în pământ, la mănăstirea Corpus Domini, îmbrăcată în uniforma călugărițelor din al treilea ordin franciscan.

## Legenda neagră
Ca de altfel tot restul familiei, de-a lungul secolelor, Lucreția a fost subiectul a  numeroase calomnii și acuzații. Faima sa scandaloasă se întrerupe în timpul perioadei  din Ferrara, "în care nici o bârfă nu a mai atins-o", după cum spune Indro Montanelli în Storia d'Italia, ca să reînceapă după moarte. Cele mai insistente o descriau ca un fel de Mesalina, intrigantă, sângeroasă, coruptă, nu supusă, ci complice a tatălui și fratelui ei. Toate acestea sunt purtate posterității și datorită numeroșilor dușmani ai familiei Borgia, printre care și Sannazzaro, (care a definit-o "fiică, soție, noră a papei"), Pontano și Guicciardini Faimoasa acuzație că ar avea o relație incestuoasă cu tatăl său, a fost lansată de primul soț, Giovanni Sforza, în timpul procesului pentru anularea căsătoriei, în care era acuzat de impotență. Istoricii presupun că a fost o simplă calomnie, lansată în timpul unui atac de furie, datorită orgoliului rănit. Pe de altă parte, se poate presupune că Sforza ar fi considerat drept dragoste incestuoasă, atențiile călduroase ale lui Alexandru al VI-lea pentru fiica sa. E drept că Alexandru al VI-lea avea un caracter carnal și instinctiv care-l făcea să-și reverse dragostea asupra fiilor lui (și în particular asupra fiicei, preferata lui) într-un mod excesiv, dar și iubirea arătată lui Cesare  "părea orbească ca a unui îndrăgostit" Oricum,  zvonurile se împrăștie la toate curțile italiene și europene și se fac din nou auzite în timpul tratativelor de nuntă cu Alfonso d'Aragon. Acestor zvonuri, se unesc altele, care se referă la o certă promiscuitate a fetei, datorită relației cu Pedro Calderon , bazate pe zvonurile populare contrare familiei Borgia. E probabil ca multe din aceste zvonuri să fie nefondate, plus că-n afara relației cu Pedro Calderon, cronicarii italieni ai acelor timpuri nu vorbesc de alte aventuri amoroase ale Lucreției.
În privința incestului cu frații săi, au fost insinuări răutăcioase: Cesare ar fi pus să fie ucis fratele său Giovanni, nu doar din motive politice ci și din gelozie pentru că "era preferat în amor de madama Lucreția, soră comună", spune Guicciardini în Storia d'Italia. Cum scrie o biografă engleză a Lucreției, Sarah Bradford, raportul care lega frații Borgia era foarte strâns, în particular cel dintre Lucreția și Cesare: "că au comis incest sau nu, fără urmă de dubiu                           
Lucreția și Cesare se iubeau mai mult decât oricine altcineva și și-au menținut fidelitatea reciproc până la sfârșit".
Și Maria Bellonci este de părere că acuzația de incest fratern este îndoielnică, pentru că Giovanni Sforza nu face nici o aluzie la cumnați în acuzațiile de incest asupra familiei, în timp ce-l acuză fățiș pe papă. Privitor la știrile despre viața privată a Lucreției, un personaj important este Johannes Burckardt din Strasbourg, italianizat Burcardo, maestru de ceremonie în timpul pontificatului papei Alexandru al VI-lea. În jurnalul său numit Liber Notarum, el descrie cu precizie și lux de amănunte ceremoniile și etichetele de la curtea papei, nelipsind anumite fapte și întâmplări puțin măgulitoare ale familiei Borgia și ale Lucreției. Chiar dacă mentalitatea puritană ar fi putut denatura semnificația unora dintre acțiunile familiei, istoricii îl rețin în general ca o sursă de informații obiectivă despre curtea papei. În jurnalul său nu bârfește și nu aruncă acuzații asupra familiei Borgia, limitându-se să descrie minuțios faptele, uneori sângeroase, deseori confirmate de alți cronicari ai timpurilor sale. Dacă Burcardo ar fi vrut să umple jurnalul său de mărturii defăimătoare despre Borgia, ar fi putut să o facă ușor, dar scrie puțin despre Giulia Farnese, Vannozza sau anularea  căsătoriei Lucreției cu Giovanni Sforza, scandaluri care în acele timpuri făceau să se vorbească mult în palatele Romei și ce ar fi putut fi ușor manipulate. De aceea nu există nici un motiv de îndoială despre veridicitatea unor episoade ce au avut loc în timpul tratativelor pentru a treia căsătorie a Lucreției. Primul episod este cina curtezanelor, organizată de Cesare în seara zilei de 31 octombrie 1501. Francesco Pepi povestește că "ducele a adus la palat cincizeci de curtezane și toată noaptea au petrecut în dansuri și râsete": după o cină rapidă, curtezanele au intrat și au dansat cu servitorii și tinerii casei, "primo in vestibus suis nude"; în toiul nopții Cesare pune candelabre aprinse pe jos și femeile goale, în patru labe concurau pentru a strânge castanele aruncate lor de papa, Cesare și "domina Lucretia sorore sua", scrie Burcardo. Al doilea episod are loc în 11 noiembrie 1501, când de la o fereastră Alexandru al VI-lea și Lucreția asistă "cum magno riso et delectatione" la o scenă sălbatică de montă între două iepe și patru armăsari. Bucardo ne povestește doar aceste episoade izolate unde participă și Lucreția și dacă ar fi fost și altele în mod cert le-ar fi povestit. Pentru acest motiv, cum cele două episoade au loc cu puțin timp înaintea plecării Lucreției la Ferrara, Maria Bellonci presupune că s-a tratat despre "spectacole de inițiere matrimonială care nu ar fi jignit o femeie ce fusese măritată deja de două ori".

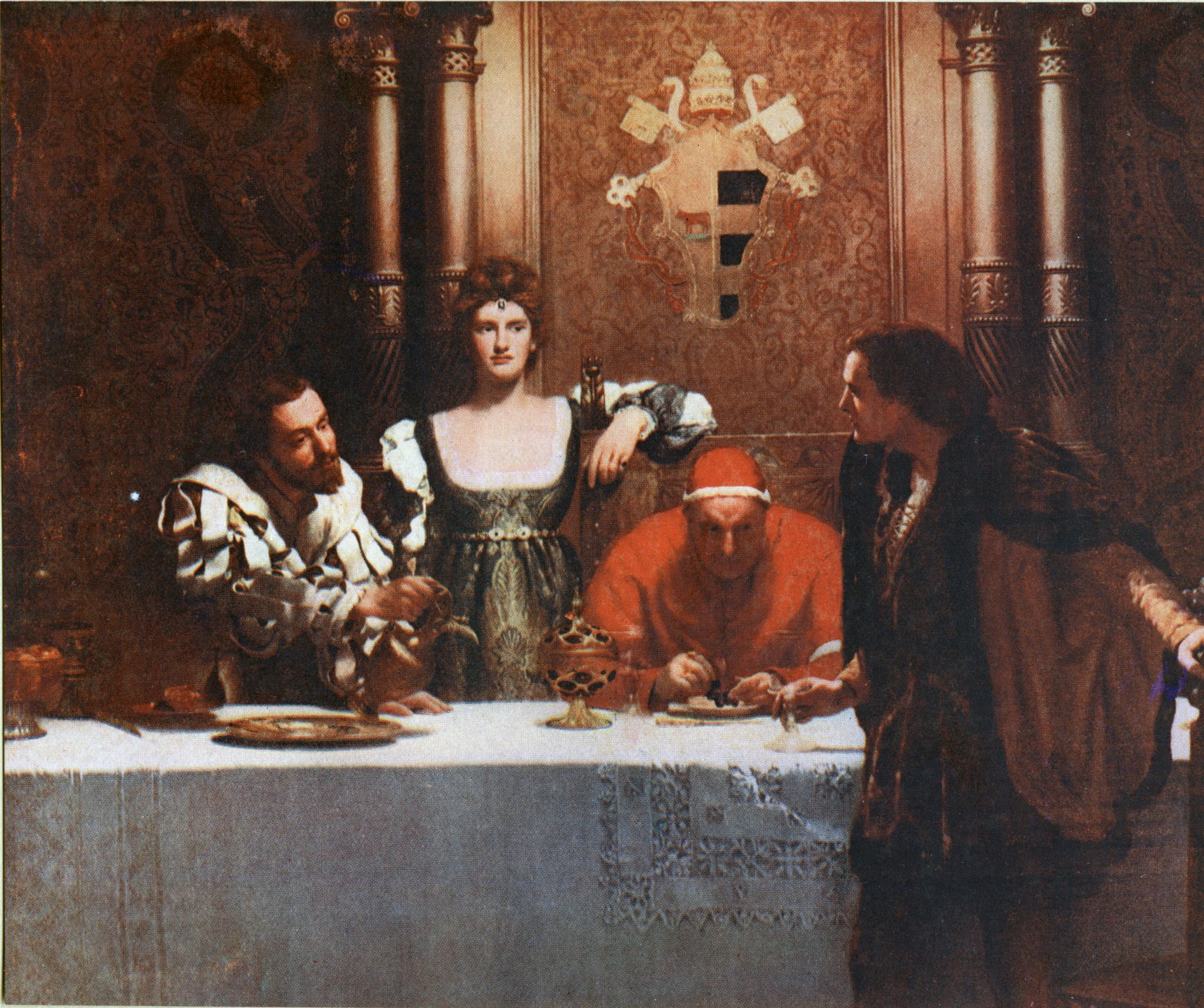
Un pahar de vin cu Cesare Borgia Cesare oferă vin unui oaspete. Lângă el se află Alexandru al VI-lea și Lucreția.

 Citirea acestor episoade, a stârnit oroare și scandal de-a lungul secolelor din partea comentatorilor puritani și ipocriți, iar       
alții nu puteau crede că ea ar fi luat parte la asemenea scene, scrie Chastenet, biografă franceză a Lucreției, încheind: dar uităm că astfel de divertismente erau perfect normale în acea epocă.  "Conceptele morale și religioase nu erau cele din zilele noastre" spune Ferdinand Gregorovius. Roberto Gervaso în eseul său spune: "Dacă nu a fost o sfântă, nu a fost nici monstru. Dacă numele ei nu ar fi fost Borgia, nu ar fi avut nevoie de avocați care să o apere, nici de reabilitări postume întârziate". Altă acuzație este folosirea unei otrăvi, cantarella de către familia Borgia, cu ajutorul căreia își eliminau dușmanii. Lucreția este asociată folosirii acestei otrăvi după punerea în scenă a tragediei romantice a lui Victor Hugo: "un venin puternic - spune Lucreția - un venin, la gândul căruia orice italian ce cunoaște istoria ultimilor douăzeci de ani, pălește(...). Nimeni pe lumea asta cunoaște antidotul acestei compoziții teribile, nimeni în afară de Papa, domnul Valentino și de mine". Dar chimiștii și toxicologii din zilele noastre sunt convinși că această cantarella, otravă capabilă să ucidă cu precizie, este doar o legendă legată de familia Borgia.

## Între istoriografie și literatură

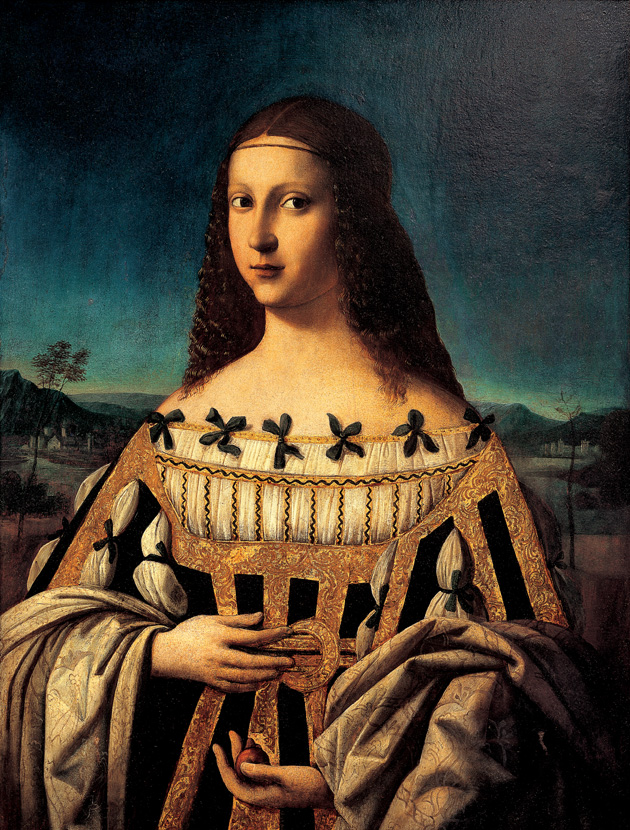
Sfânta Beatrice d'Este pictată cu chipul Lucreției Borgia(1230-1262).

De-a lungul secolelor figura Lucreției a fost asociată faimei familiei sale. Chiar dacă în timpul celei de-a treia căsătorii nu a mai fost implicată în nici un scandal, iar spre sfârșitul vieții reușise să șteargă faima reputației sale, după moartea sa toate se întorc la suprafață. Guicciardini în special, în opera sa Storia d'Italia, este cel care difuzează faima scandaloasă a Lucreției. "Lucrezia Borgia nu este considerată altfel decât ca fiica incestuoasă a lui Alexandru al VI-lea, amanta tatălui și a fraților ei (Cesare și Giovanni) în același timp". În timpul secolului al XVI-lea, societatea nu este scandalizată de modul de viață din timpul familiei Borgia, timp în care credința religioasă era împletită cu o moralitate prea libertină. Totul se schimbă când este revocat  Edictul de la Nantes în 1685, care provoacă o ruptură în sânul comunității științifice. Faimosul matematician și filozof Leibniz, în lipsa unei reconcilieri între catolici și protestanți, drept protest, polemizează publicând în 1696, unele extracte scandaloase din Diario lui Burcardo, cu titlul Specimen historiae arcane, sive anecdotae de vita Alexandri VI Papae. Cartea are mare succes, se retipărește, iar în comentariul său filozoful subliniază "cum nu s-a mai văzut o curte mai pătată de crime ca cea a lui Alexandru al VI-lea". În 1729 un anticar scoțian Alexander Gordon, publică Viața papei Alexandru al VI-lea și al fiului său Cesare Borgia (The lives of Pope Alexander VI and his son Caesar Borgia) , unde în Prefață avea grijă să scrie despre fiica papei: "Lucrezia fiica lui Alexandru, e faimoasă pentru destrăbălarea ei cât era Lucrezia la Romana pentru castitatea sa. Cesare nu e mai prejos pentru un dublu fratricid și incest comis cu propria soră (...)". În opera sa Gordon citează sursele utilizate, punând pe același plan autori ca Burcardo și Machiavelli, sau alte surse de neîncredere, iar textul este probabil primul  studiu de referință despre familia Borgia. În 1756, Voltaire tratează subiectul cu viclenie  în Essai sur les moeurs, punând în dubiu folosirea otrăvii de către familia Borgia, sau otrăvirea ca o posibilă cauză a morții papei, dar repetă acuzațiile de incest în privința Lucreției și crimele lui Cesare. În perioada Revoluției franceze are loc o reevaluare a aventurilor militare a lui Cesare, cât și a adevăratelor intenții ale lui Machiavelli când a scris Principele, adică apare ideea că Cesare ar fi dorit construirea unui stat laic, unde apoi să instaureze libertatea. Cu apariția Imperiului francez și prin urmare a Restaurării, va renaște neîncrederea în privința familiei Borgia și a obiceiurilor sale  scandaloase. Lordul Byron, faimos exponent al Romanticismului englez, rămâne atât de fascinat după ce citește scrisorile de dragoste ale Lucreției (trimise lui Pietro Bembo), păstrate la Milano, încât fură  un fir de păr din șuvița blondă ce era împreună cu scrisorile. În februarie 1833 are loc prima tragediei Lucrezia Borgia de Victor Hugo, unde ducesa de Ferrara este reprezentată ca arhetip al răutății feminine. Drama îl inspiră pe Felice Romani, care compune libretul operei omonime de Gaetano Donizetti. Pe aceiași cale Alexandre Dumas tatăl în primul volum din Delicte celebre, creează portretul Lucreției: "Sora era demnă de compania fratelui. Libertină din fantezie, profană din temperament, ambițioasă din calcul, Lucreția dorea plăceri, adulații, onoruri, pietre prețioase, aur, stofe fremătătoare și palate somptuoase. Spaniolă sub părul blond, curtezană în spatele aerului candid, avea chipul unei madone de Rafael și inima unei Mesaline". Mai apoi istoricul francez Jules Michelet vede în andaluza italiană, simbolul demonului feminin înscăunat pe tronul Vaticanului. Urmează o perioadă de reabilitare, numeroși istorici încep să verifice textele pe care se bazau acuzațiile aduse familiei Borgia. În timp ce despre papa Alexandru al VI-lea apăreau biografii cu tendință spre hagiografie, în 1866 Giuseppe Carponi publică un studiu despre Lucreția intitulat: O victimă a istoriei. În această biografie apăreau documente neconsultate până în acel moment, care  proveneau de la arhivele din Modena, a familiei d'Este. În 1874 este publicată o altă biografie a Lucreției, un fel de abordare științifică, scrisă de Ferdinand Gregorovius, care cu ajutorul unor noi documente lansează ipoteza: "dacă Lucreția n-ar fi fost fiica lui Alexandru al VI-lea și sora lui Cesare, cu dificultate ar fi fost notată în istoria timpului său, sau s-ar fi pierdut în mulțime ca femeie seducătoare și foarte curtată". Odată cu deschiderea arhivelor Vaticanului în 1888, la ordinul lui Leon al XIII-lea, Ludwig von Pastor începe să scrie istoria Papilor, începând cu Evul Mediu. La începutul secolului XX, familia Borgia devine subiectul unor romane și studii cu caracter psihiatric, ca în cazul I Borgia, scris de medicul milanez Giuseppe Portigliotti, publicat în 1921. După biografia scrisă de Gregovorius, o altă biografie importantă este cea scrisă de Maria Bellonci, publicată în 1939 și care a fost reeditată de multe ori. În 2002, savanta Marion Hermann-Röttgen de la universitatea din Berlin, publică în internul catalogului de la monstra Borgia-Arta puterii, un articol despre importanța la nivel literar, pe care familia Borgia a exercitat-o în sudul și-n nordul Europei. În timp ce în sud, în mod particular în Italia și Spania (națiuni strâns legate de familia Borgia), s-ar fi răspândit o mare cantitate de literatură istorico-științifică, în nordul Europei ar fi avut loc publicarea unei cantități surprinzătoare de opere literare cu acest subiect. Marion Hermann-Röttgen identifică trei motive esențiale pe care se bazează faima familiei Borgia în literatură: "importanța măreției naționale și puterii militare", în particular a lui Cesare Borgia, care devine subiect al unor opere literare unde este declarat erou, pentru că prin cuceririle sale a mărit statul pontifical. "Poziția critică în cea ce privește biserica romano-catolică, care concentrează atenția asupra poveștilor înfricoșătoare și criminale în jurul papei Alexandru al VI-lea", (care devine simbolul unei biserici corupte pentru toți scriitorii anti-catolici și anticlericali) și va purta la o  "demonizare a întregii familii incluzând-ul pe Papă, căruia îi va fi atribuit chiar un pact cu diavolul". Iar la final erotismul și sexualitatea, ca punct central în rolul avut de figurile feminine ale familiei.Lucreția ar fi de fapt "una din figurile istorice feminine potrivite a fi model al fanteziilor masculine". Ceea ce regăsim în  tragedia lui Hugo: Lucreția e reprezentată ca "un monstru, care dacă pe de o parte este reprezentată ca o mamă bună și iubitoare, gata de sacrificiu din dragoste pentru fiul său, pe de altă parte este o femme fatale, asasina bărbaților, frumoasă, dar crudă și care răzbună orice ofensă folosind oribila sa otravă". Poetul francez "nu găsește în ea idealul feminin, pentru că femeia „bună” nu e dorită deoarece e mamă, pe când femeia dorită, e diabolică, pentru că poartă bărbatul spre păcat". După Hermann-Röttgen "interesul pentru erotism și sexualitate" referitor la legenda familiei Borgia, a permis ca reprezentarea Lucreției Borgia ca femme fatale, să supraviețuiască  până în zilele noastre în noi opere literare. Ceea ce e evident, e că literatura nu tratează istoria familiei Borgia, ci legenda ei, se tratează povestioare istorice, iar adevărul despre Lucreția și familia sale nu-l vom găsi în romane și tragedii, în care autorii dau frâu liber imaginației.

## Descendența
Din prima căsătorie, anulată, Lucreția nu a avut copii, chiar dacă după unii, în martie 1498 ar fi avut un fiu cu Pedro Calderón. Nu se cunosc multe despre acest fiu, născut la Mănăstirea San Sisto: istorica engleză Sarah Bradford presupune că a murit la naștere sau puțin mai târziu. Această ipoteză naște datorită faptului că Lucreția a avut multe avorturi de-a lungul vieți. Unii istorici cred că acest copil a fost Infans Romanus, Giovanni Borgia. Nu este clar nici cine este tatăl acestuia, deoarece papa Alexandru al VI-lea a emis o bulă papală în care se spunea că este fiul lui Cesare, dar apoi în 1502 emite o bulă secretă în care se spune că e fiul său. Acest fapt a alimentat zvonurile despre o relație incestuoasă între papă și fiica sa.
Din a doua căsătorie, după un avort în februarie 1499, a avut un fiu:
- Rodrigo d'Aragona, născut în 1499, unicul fiu al Lucreției cu Alfonso d'Aragona. După asasinarea tatălui și a treia căsătorie a mamei,  acesta e încredințat lui Ferdinand Borgia, cardinal de Cosenza. Lucreția și fiul său nu s-au mai văzut niciodată din 6 ianuarie 1502 când ea pleacă la Ferrara, la cel de-al treilea soț, dar ea v-a continua să se ocupe de el. La moartea papei a fost încredințat mătușii sale Sancha d'Aragona, apoi la moartea acesteia Isabellei d'Aragon. Rodrigo moare în 1512 de boală.

Din a doua căsătorie cu Alfonso d'Este, Lucreția după unele avorturi spontane și o naștere prematură în 1502 a avut:
- Alexandru d'Este, născut în 1505, Lucreția se îmbolnăvește de febră, iar copilul după o lună se îmbolnăvește și el și moare.
- Ercole d'Este, născut în 1508, va fi succesorul lui Alfonso d'Este din 1534. În anii în care a guvernat, Ferrara a devenit unul din centrele Reformei Italiei. Moare în 1559.
- Ippolito al II-lea d'Este, născut în 1509, devine cardinal în 1538 și a trăit mult la curtea regelui Franței Francisc I. Moare la Roma în 2 decembrie 1572.
- Alexandru d'Este, născut la 1 aprilie 1514, moare la puțin timp după naștere.
- Eleonora d'Este, născută în 1515, își pierde mama când avea patru ani și este singura fiică care a supraviețuit părinților. Devine călugăriță și moare în 1575.
- Francisc d'Este, născut în 1516, moare în 1578.
- Isabella d'Este, născută în 1519, este ultimul copil al Lucreției, care se îmbolnăvește și moare după nașterea sa. Fetița moare doi ani mai târziu.

## Lucreția în cultura populară

### Teatru

Blazonul familiei Borgia

- Lucrezia Borgia, tragedie scrisă de Victor Hugo în 1833.
- Lucrezia Borgia, operă pe muzica lui Gaetano Donizetti 1833.

### Literatură
- Borgia, inclus în Delicte celebre de Alexandre Dumas tatăl (1839).
- Lucrezia Borgia psihobiografia de Maria Bellonci (1939).
- Borgia, de Sarah Bradford (1982).
- Lucrezia Borgia, biografie romanțată de Massimo Grillandi (1984).
- Rinascimento privato, de Maria Bellonci (1984).
- Cesare sau nimic, roman de Manuel Vásquez Montalbán (1998).
- Familia, roman de Mario Puzzo (2001).
- Il rumore sordo della bataglia, roman de Antonio Scuratti (2002).
- La curtea familiei Borgia, roman de Jeanne Kalogridis (2007).
- Jurnalul secret al Lucreției Borgia, roman de Joachim Bouflet (2010).
- Assassin's Creed-Frăția, roman bazat pe videojocul Assassin's Creed-Brotherhood de Oliver Bowden (2011).

### Muzică
- Lucrezia Borgia (operă) de Gaetano Donizetti (1833)

### Cinema
- Lucrezia Borgia, cu Maria Gasparini (1919).
- Lucrezia Borgia, cu Vittoria Lepanto (1912).
- Lucrezia Borgia, cu Diana Karenne (1919).
- Borgia, cu Irene-Saffo Momo (1921).
- Lucrezia Borgia, cu Liane Haid (1922).
- Cesare și Lucrezia Borgia, cu Edwige Feuillère (1935).
- Lucrezia Borgia, cu Ida Pola  (1940).
- Masca familiei Borgia, cu Paulette Goddard (1949).
- Lucrezia Borgia, cu Martine Carol  (1953).
- Nopțile Lucreției Borgia, cu Belinda Lee (1959)
- Le piacevoli notti, cu Maria Grazia Buccella (1966).
- Omul care râde, cu Lisa Gastoni (1966).
- Lucrezia Borgia, amanta diavolului, cu Olinka Berova (1968).
- Manechinul asasin, cu Rosa Huerta (1973).
- Lucrezia giovane, cu Simonetta Stefanelli (1974).
- Lucrezia Borgia, cu Lucia Prato (1990).
- Primăvara lui Michelangelo, cu Danja Gazara (1990).
- E ridendo l'uccise, cu Marianna de Micheli (2005).
- Los Borgia, cu María Valverde (2006).

### Televiziune
- Borgia, (The Borgias), serial din 1981 produs de BBC, cu Anne Louise Lambert.
- Wichblade, episodul 12, a doua stagiune, Lucreția e interpretată de Kate Levering.
- Warehouse, în episodul pilot din prima stagiune.
- The Borgias, serial canadian produs în 2011, cu Holliday Grainger în rolul Lucreției.A treia stagiune a fost transmisă în SUA în 2013.
- Borgia, serial franco-german din 2011, cu Isolda Dychauk în rolul Lucreției. A doua stagiune a fost transmisă în 2013.

### Benzi desenate
- Lucrezia, benzi desenate erotice de Renzo Barbieri și Giorgio Cavedon (1969).
- I Borgia, benzi desenate erotice de Milo Manara și Alejandro Jodorovsky (2007-2011).
- Cesare creatorul care a distrus, manga de Fuyumi Soryo.
- Cantarella, manga de You Higuri

### Videojocuri
- Assassin's Creed: Brotherhood (2010).
- Assassin's Creed: Project Legacy, spin-off pe Facebook (2010).

## Bibliografia
- Sarah Bradford, Lucrezia Borgia.La storia vera, Milano, Mondadori, 2005. ISBN 88-04-55627-7.
- Ivan Cloulas, I Borgias, Roma, Salerno Editrice, 1989. ISBN 88-8402-009-3.
- Mariangela Melotti, Lucrezia Borgia, Torino,Liberamente Editore, 2008. ISBN 978-88-6311-044-9.
- Maria Bellonci, Lucrezia Borgia, Milano, Mondadori, 2011. ISBN 978-88-04-45101-3.
- Genevieve Chastenet, Lucrezia Borgia. La perfida innocente, Milano,Mondadori, 1996, ISBN 978-88-04-42107-8.
- Ferdinand Gregorovius, Lucrezia Borgia. La leggenda e la storia, Milano, Messagerie Pontremolesi, 1990, ISBN 88-7116-814-3.
- Alexandre Dumas, I Borgia, Palermo, Sellerio editore Palermo 2007, ISBN 88-389-1979-8
- Roberto Gervaso, I Borgia,Milano, Rizzoli, 1977
- Marion Hermann Röettgen, 'I Borgia nella leteratura europea Arhivat în 24 decembrie 2013, la Wayback Machine., in I Borgia l'arte del potere
- Gabriella Zarri Il Rinascimento di Lucrezia Borgia [nefuncțională]
 in Scienza & Politica, 37, 2007. p. 63-75.
- Antonio Spinosa, La saga dei Borgia. Delitti e Santità, Milano, Mondadori, 1999, ISBN 978-88-04-48662-6
- Indro Montanelli, Storia d'Italia, Rinascimento (vol. 2, 1250-1600). Edizioni de Il Corriere della Sera 2003 (prima edizione Rizzoli 1979)